# From Memphis to Vegas/From Vegas to Memphis
From Memphis to Vegas/From Vegas to Memphis är ett musikalbum av Elvis Presley som släpptes i oktober 1969 på RCA Records. Det var hans första dubbel-LP och även hans första officiella livealbum. Den första skivan bestod av liveinspelningar från Elvis "comeback-konserter" i Las Vegas 1969, medan den andra skivan bestod av studioinspelningar som inte hade använts till albumet From Elvis in Memphis. I november 1970 gav skivbolaget även ut skivorna som separata album under namnen In Person at the International Hotel, Las Vegas, Nevada och Back in Memphis.

## Låtlista

### Elvis in Person
| 1. | Blue Suede Shoes          | Carl Perkins                  | 25 augusti 1969 | 1:56 |
| 2. | Johnny B. Goode           | Chuck Berry                   | 24 augusti 1969 | 2:08 |
| 3. | All Shook Up              | Otis Blackwell, Elvis Presley | 25 augusti 1969 | 1:41 |
| 4. | Are You Lonesome Tonight? | Lou Handman, Roy Turk         | 24 augusti 1969 | 3:13 |
| 5. | Hound Dog                 | Jerry Leiber, Mike Stoller    | 25 augusti 1969 | 2:08 |
| 6. | I Can't Stop Loving You   | Don Gibson                    | 25 augusti 1969 | 2:49 |
| 7. | My Babe                   | Willie Dixon                  | 25 augusti 1969 | 3:06 |

| 1.           | Mystery Train / Tiger Man  | Junior Parker / Joe Hill Louis, Sam Burns  | 25 augusti 1969 | 3:19  |
| 2.           | Words                      | Robin Gibb, Barry Gibb, Maurice Gibb       | 25 augusti 1969 | 3:04  |
| 3.           | In the Ghetto              | Mac Davis                                  | 25 augusti 1969 | 2:51  |
| 4.           | Suspicious Minds           | Mark James                                 | 26 augusti 1969 | 7:30  |
| 5.           | Can't Help Falling In Love | George Weiss, Hugo Peretti, Luigi Creatore | 26 augusti 1969 | 2:53  |
| Total längd: | Total längd:               | Total längd:                               | Total längd:    | 36:38 |

### Back in Memphis
| 1. | Inherit the Wind                | Eddie Rabbitt                            | 15 januari 1969  | 2:50 |
| 2. | This Is the Story               | Chris Arnold, David Martin, Geoff Morrow | 13 januari 1969  | 2:28 |
| 3. | Stranger in My Own Home Town    | Percy Mayfield                           | 17 februari 1969 | 4:24 |
| 4. | A Little Bit of Green           | Chris Arnold, David Martin, Geoff Morrow | 14 januari 1969  | 3:20 |
| 5. | And the Grass Won't Pay No Mind | Neil Diamond                             | 17 februari 1969 | 3:09 |

| 1.           | Do You Know Who I Am?           | Bobby Russell            | 18 februari 1969 | 2:45  |
| 2.           | From a Jack to a King           | Ned Miller               | 21 januari 1969  | 2:24  |
| 3.           | The Fair's Moving On            | Guy Fletcher, Doug Flett | 21 februari 1969 | 3:05  |
| 4.           | You'll Think of Me              | Mort Shuman              | 14 januari 1969  | 4:01  |
| 5.           | Without Love (There Is Nothing) | Danny Small              | 22 januari 1969  | 2:52  |
| Total längd: | Total längd:                    | Total längd:             | Total längd:     | 31:18 |

## Listplaceringar
- Billboard 200, USA: #12"[1]
- UK Albums Chart, Storbritannien: #3[8]
- VG-lista, Norge: #20[9]